# Yarrowia
Yarrówia  (лат.) — род грибов из семейства Dipodascaceae. Какое-то время этот род считался монотипичным и содержал единственный вид, Yarrowia lipolytica, дрожжи, которые способны использовать углеводороды в качестве источника углерода. Из-за этого свойства их пытались использовать в промышленной микробиологии, в частности для производства липидов. Молекулярно филогенетический анализ выявил несколько других видов, которые были добавлены в этот род.